# Un couple presque parfait
Pour les articles homonymes, voir Un couple parfait.
Pour plus de détails, voir Fiche technique et Distribution.
Un couple presque parfait ou Le Bonheur... ou Presque au Québec (The Next Best Thing) est une comédie dramatique américaine réalisée par John Schlesinger, sortie en 2000.

## Synopsis
Abbie et Robert sont les meilleurs amis du monde. Ils ont en commun une approche assez légère de la vie, une relative aisance matérielle et une vie sentimentale désastreuse. Ils formeraient un couple idéal, si seulement Robert n'était pas homosexuel. Chacun mène donc sa barque de son côté, soutenu par la complicité tendre de l'autre. Un soir pourtant, après avoir noyé dans l'alcool leur chagrin de la perte d'un ami, ils couchent ensemble. Quelque temps plus tard, Abbie se rend compte qu'elle est enceinte. Cette nouvelle inattendue bouleverse leurs plans et leur existence.

## Fiche technique
- Titre : Un couple presque parfait
- Titre québécois : Le Bonheur... ou Presque
- Titre original : The Next Best Thing
- Réalisation : John Schlesinger
- Scénario : Tom Ropelewski
- Montage : Peter Honess
- Décors : Howard Cummings
- Costumes : Ruth Myers
- Photographie : Elliot Davis
- Musique : Gabriel Yared
- Format : 35 mm - 2.35:1 - couleur
- Langue : Anglais
- Production : Leslie Dixon, Tom Rosenberg, Linne Radmin
  - Production associée : Meredith Zamsky
  - Production déléguée : Gary Lucchesi, Lewis Manilow, Ted Tannebaum
- Distribution :
  - Paramount Pictures ( États-Unis)
  - Touchstone Pictures (reste du monde)
- Genre : comédie dramatique
- Durée : 108 minutes
- Budget : 25 millions de dollars américains
- Dates de sortie : 
  - États-Unis : 3 mars 2000
  - France : 5 juillet 2000
- Version française réalisée par :
  - Société de doublage : Dubbing Brothers
  - Direction artistique : Michel Derain
  - Adaptation des dialogues : Houria Lamhène Belhadji
  - Enregistrement : Pascal Rybicki
  - Mixage : Frédéric Dray
  - Montage : Hervé Couvreur, Laurent Lepaumier
- Version française (Québec) réalisée par :
  - Société de doublage : Covitec
  - Direction artistique : Natalie Hamel-Roy
  - Adaptation des dialogues : Nicole Fontaine, Nicolas Fontaine
- Box-office : 24,4 millions de dollars américains

## Distribution
Sources doublage : VF = Version Française sur Voxofilm ; VQ = Version Québécoise sur Doublage.QC.CA 
- Madonna (VF : Laurence Crouzet, VQ : Marie-Andrée Corneille) : Abbie Reynolds
- Rupert Everett (VF : Dominique Guillo, VQ : Daniel Picard) : Robert Whittaker
- Benjamin Bratt (VF : Bernard Gabay, VQ : Pierre Auger) : Ben Cooper
- Illeana Douglas (VF : Juliette Degenne, VQ : Hélène Mondoux) : Elizabeth Ryder
- Michael Vartan (VF : Arnaud Arbessier, VQ : Sylvain Hétu) : Kevin Lasater
- Josef Sommer (VF : Michel Ruhl, VQ : Hubert Fielden) : Richard Whittaker
- Malcolm Stumpf (VF : Brice Ournac, VQ : Julien Nguyen) : Sam
- Lynn Redgrave (VF : Perrette Pradier, VQ : Madeleine Arsenault) : Helen Whittaker
- Neil Patrick Harris (VF : Vincent Ropion, VQ : Joël Legendre) : David
- Mark Valley (VF : Joël Zaffarano) : Le cardiologue
- Suzanne Krull : Annabel
- Stacy Edwards (VQ : Lisette Dufour) : Finn
- John Carroll Lynch (VQ : Pierre Chagnon) : L'avocat d'Abbie
- Fran Bennett (en) (VF : Annie Bertin) : Le juge Tracey Bennett
- Ricki Lopez : Angel

## Distinctions

### Récompenses
- 21e cérémonie des Razzie Awards (2001) : Razzie Award de la pire actrice pour Madonna

### Nominations
- 21e cérémonie des Razzie Awards (2001) :
  - Razzie Award du pire film
  - Razzie Award du pire couple à l'écran pour Madonna et soit Rupert Everett, soit Benjamin Bratt
  - Razzie Award du pire réalisateur pour John Schlesinger
  - Razzie Award du pire scénario

- 5e cérémonie des YoungStar Awards (2001) : YoungStar Award de la meilleure prestation d'un jeune acteur dans un film de comédie pour Malcolm Strumpf

- 12e cérémonie des GLAAD Media Awards (2001) : GLAAD Media Award du meilleur film (sortie à grande échelle)

- 30e cérémonie des Razzie Awards (2010) : Razzie Award de la pire actrice de la décennie pour Madonna (également pour À la dérive et Meurs un autre jour)

## Autour du film
- À l'origine le film devait s'intituler The Red Curtain (Le Rideau rouge).
- Dans le script original, Abbie était maitre-nageur mais après l'avoir lu, Madonna décida qu'elle devait être professeur de yoga.
- La maison qu'occupe Rupert Everett est en réalité la maison de Cecil B. DeMille
- Le labrador noir qui apparaît dans le film est le propre chien de Rupert Everett
- Le générique du film, American Pie, est une reprise de Don McLean.

## Bande originale
The Next Best Thing (album)